# Хемоптое
Хемоптое означава кръвохрак, кръвохрачене, кръвотечение от по-долните бронхиални пътища или от белите дробове и винаги е сериозен признак при заболяване на дихателната система (при белодробна туберкулоза, белодробен инфаркт, абсцес, бронхиектазии, рак и др.). Кръвохраченето обикновено се осъществява с кашлица. Когато в храчката преобладава кръвта или това е чиста кръв говорим за haemoptoe, а ако кръвта е във вид на жилки и в малко количество - haemoptysis.
- синоними: хемоптиза